# Encephalartos kisambo
Encephalartos kisambo — вид голонасінних рослин класу саговникоподібні (Cycadopsida).
Етимологія: kisambo — є назвою цього виду місцевими жителями мовою таїта.

## Опис
Рослини деревовиді; стовбур 2,5 м заввишки, 70 см діаметром. Листки довгочерешкові, завдовжки 200—400 см, темно-зелені, напівглянсові; черешок прямий. Листові фрагменти ланцетні; середні — 25–40 см завдовжки, 30–40 мм завширшки. Пилкові шишки 2–3, веретеновиді, жовті, завдовжки 40–60 см, 10–12 см діаметром. Насіннєві шишки 2–3, яйцевиді, жовті, завдовжки 40–60 см, 15–16 см діаметром. Насіння довгасте, завдовжки 30–40 мм, шириною 20–25 мм, саркотеста жовта.

## Поширення, екологія
Країни поширення: Кенія; Танзанія. Записаний від 800 до 1,800 м. Цей вид зустрічається від закритих до відкритих вічнозелених хмарних лісів на крутих гірських схилах. Зустрічається у вигляді рідкісних популяцій або окремими особинами на крутих, вологих, добре лісистих схилах і пагорбах, оточених сухою саваною. Хоча більшість рослин відбуваються у вологих лісових місцях, деякі перебувають на кручах і сухих скелястих відкритих виступах. Часті туман характерні.

## Використання
Це дуже привабливий вид і жаданий у торгівлі, хоча він не так поширений у вирощуванні через його великий розмір. Насіння, зібране з дикої природи в 1993 році були поширені по всьому світу. Рослини, як повідомляється, використовуються як джерело їжі під час голоду (імовірно насіння) і листя іноді використовується як прикраса місцевими жителями.

## Загрози та охорона
Проживання в двох місцях (Maungu і Rukinga) знаходиться під загрозою від розчищення лісів для виробництва деревного вугілля та області були заселені поселенцями. Триває незаконне видалення рослин та насіння збирачами. Ліси та чагарники також очищають задля розширення сільського господарства. 